# داربران
داربران هي قرية في مقاطعة سردشت، إيران. يقدر عدد سكانها بـ 40 نسمة بحسب إحصاء 2016.